# Vasily Davydov
Vasily Vasilovich Davydov (31 tháng 8 năm 1930 - 19 tháng 3 năm 1998) là một nhà tâm lí học người Nga người đã lãnh đạo Viện tâm lí của Học viện giáo dục Nga.
Trong năm 1958 ông đã liên kết với Georgy Shchedrovitsky trong việc thành lập Ủy ban Nghiên cứu Tâm lí của Tư duy và Logic.
Trong những năm 1980 ông là Giám đốc của Viện Tâm lí phổ thông và sư phạm trong Moscow. Tại đây ông đã thành lập một phòng thí nghiệm nơi mà Felix Mikhailov, Vladimir Bibler, A.S. Arsen'ev và Georgy Shchedrovitsky nghiên cứu. Trong năm 1983 ông đã bị cách chức từ viện và phòng thí nghiệm tan rã.